# Louis Varney
Louis Varney  (30 de mayo de 1844, Nueva Orleans, Luisiana, EE. UU.  - 20 de agosto de 1908, Cauterets, Francia) fue un compositor francés nacido en los EE. UU.

## Vida y obra
Louis Varney provenía de una familia dedicada a la música. Su padre fue el director de orquesta y compositor Alphonse Varney (1811-1879). La actividad compositiva de Alphonse incluye varias operetas en su catálogo.  Como director, Alphonse estuvo al frente, entre otras, de las orquestas de los Bouffes-Parisiens (a las órdenes de Jacques Offenbach) y del Grand Théâtre de Burdeos. Años atrás había sido contratado para dirigir temporadas de ópera cómica francesa en Nueva Orleans, ciudad estadounidense donde se produjo el nacimiento de Louis. 
La familia regresará a Francia cuando Louis tenga 7 años y el joven estudia música con su padre. Su primera dedicación fue la de director de orquesta. Estando al frente de la orquesta del Athénée-Comique empieza a componer obras para cubrir las necesidades musicales de este pequeño teatro parisino; allí logra estrenar Il signor Pulcinella en 1876 con éxito considerable. A continuación, el director de los Bouffes-Parisiens, Louis Cantin, le propone escribir una opereta sobre un libreto de Paul Ferrier y Jules Prével, basado en una comédie en vaudeville de 1835 original de Amable de Saint-Hilaire y Paul Duport, titulada L'habit ne fait pas le moine. Louis aceptó el encargo estrenando la obra el 16 de marzo de 1880 bajo el nuevo título de Les Mousquetaires au couvent con un éxito absoluto. 
A pesar de que su debut como compositor fue relativamente tardío el catálogo de Varney no es pequeño: incluye alrededor de cuarenta operetas caracterizadas por una música «alegre y juguetona»  que «debe mucho a Offenbach».  Entre las más notables se encuentran Fanfan la tulipe (1882), Babolin (1884) y Les petits mousquetaires (1885), todas muy populares en su época. Varias de ellas fueron representadas fuera de Francia, aunque hoy en día estén prácticamente olvidadas. Les Mousquetaires au couvent es la única que ha sobrevivido al olvido y todavía se presenta ocasionalmente en Francia.
El año 1905 Varney tiene un fracaso con L'age d'or, a pesar de la firma de Georges Feydeau y Maurice Desvallières para el libreto y de una grandiosa puesta en escena. Se trataba de una auténtica féerie con doce cuadros en la que se repasaban muchos periodos históricos (aparecía incluso el París del año 2000). Aunque Varney tenía experiencia en la recreación de épocas pasadas según Ernesto G. Oppicelli «al querer predecir el futuro se quemó». 

## Familia
Varios miembros de la familia de Louis Varney, además de su padre Alphonse, desarrollaron una carrera artística: su hermano Édouard fue dramaturgo y colaboró con él en Burdeos y París; su hijo Jean fue chansonnier y autor de la Sérénade du Pavé y su hija Nina fue cantante.